# Ламинарный доспех

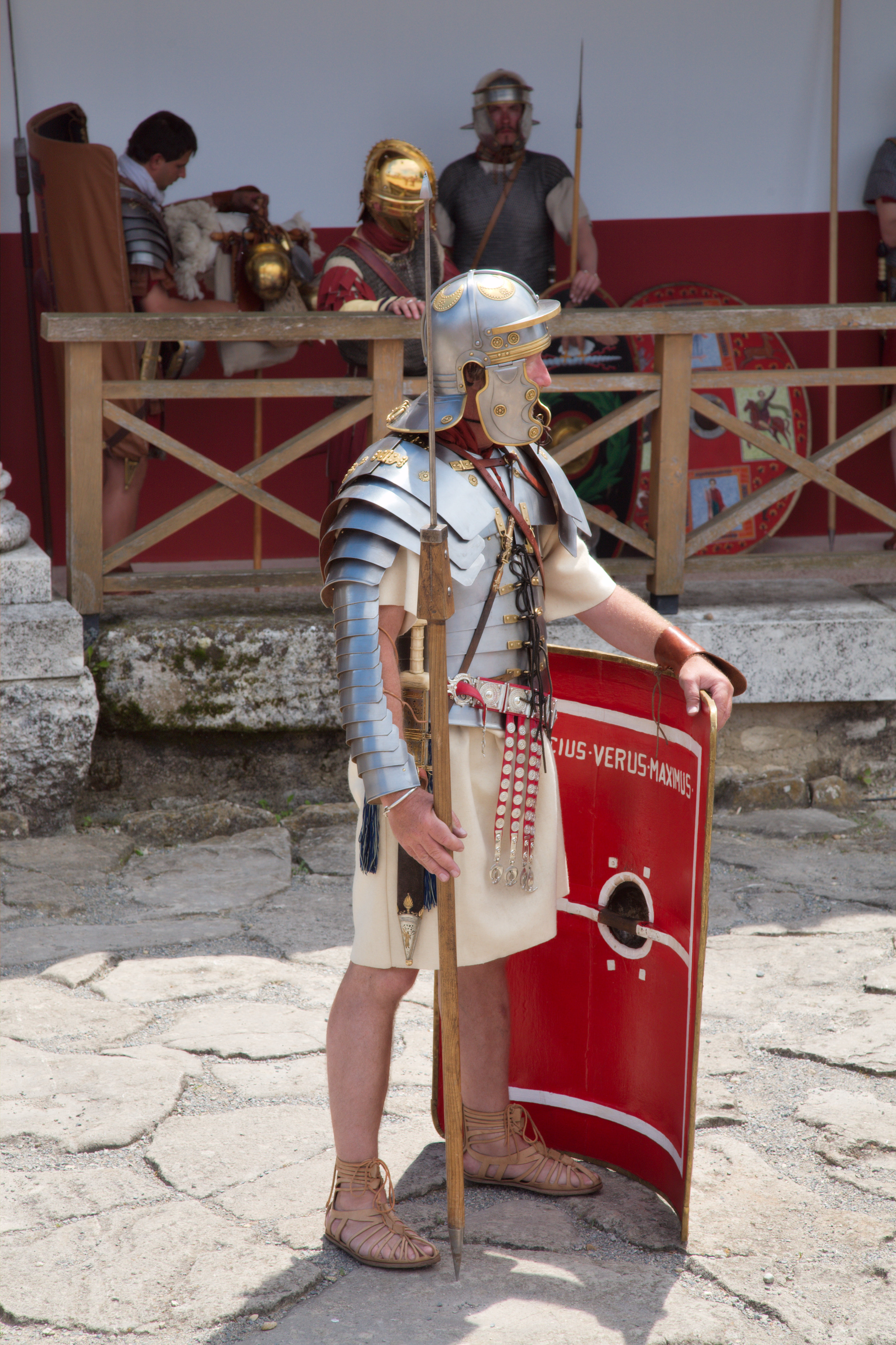
Реконструктор-легионер в лорике сегментате и манике

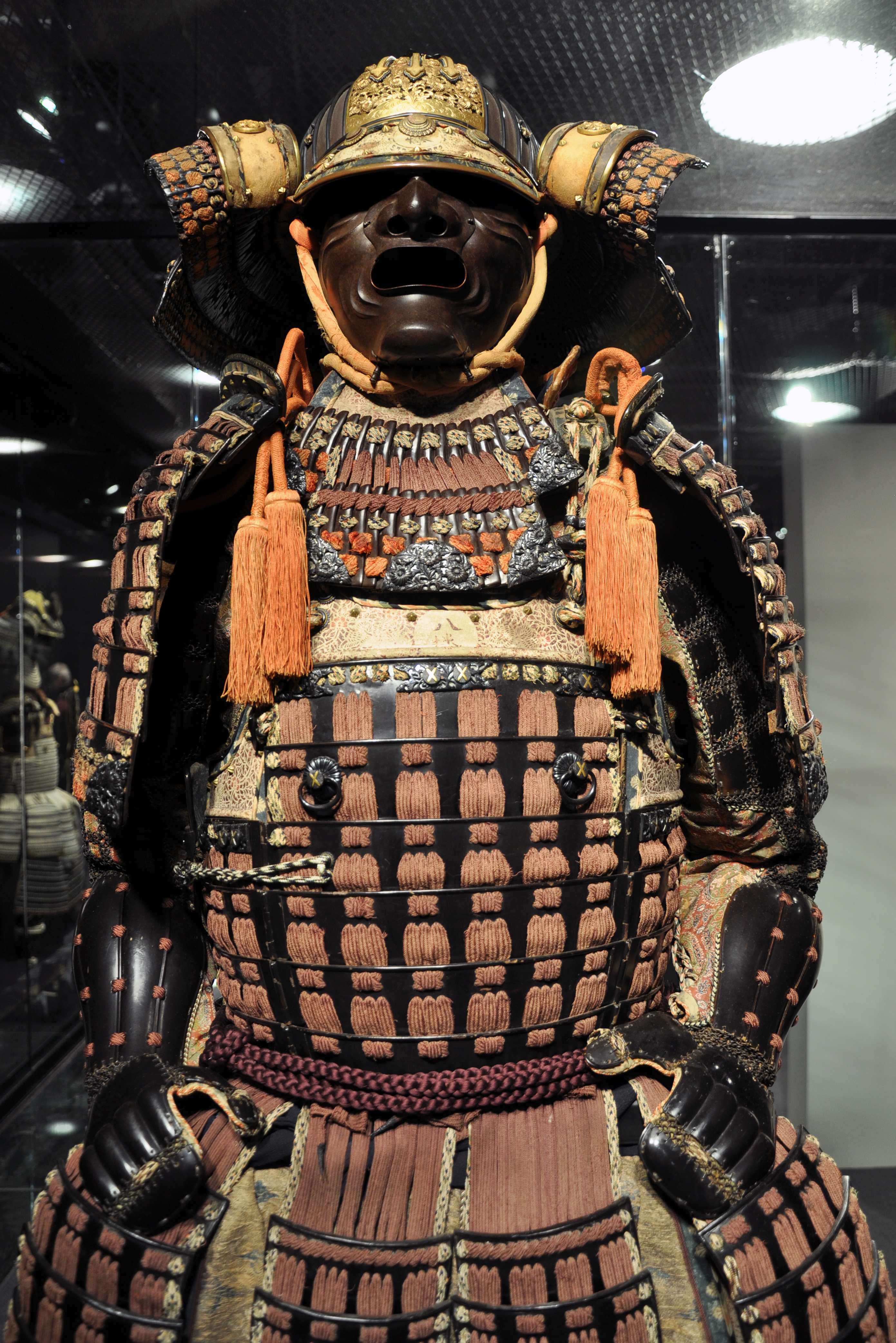
Японский ламинарный доспех

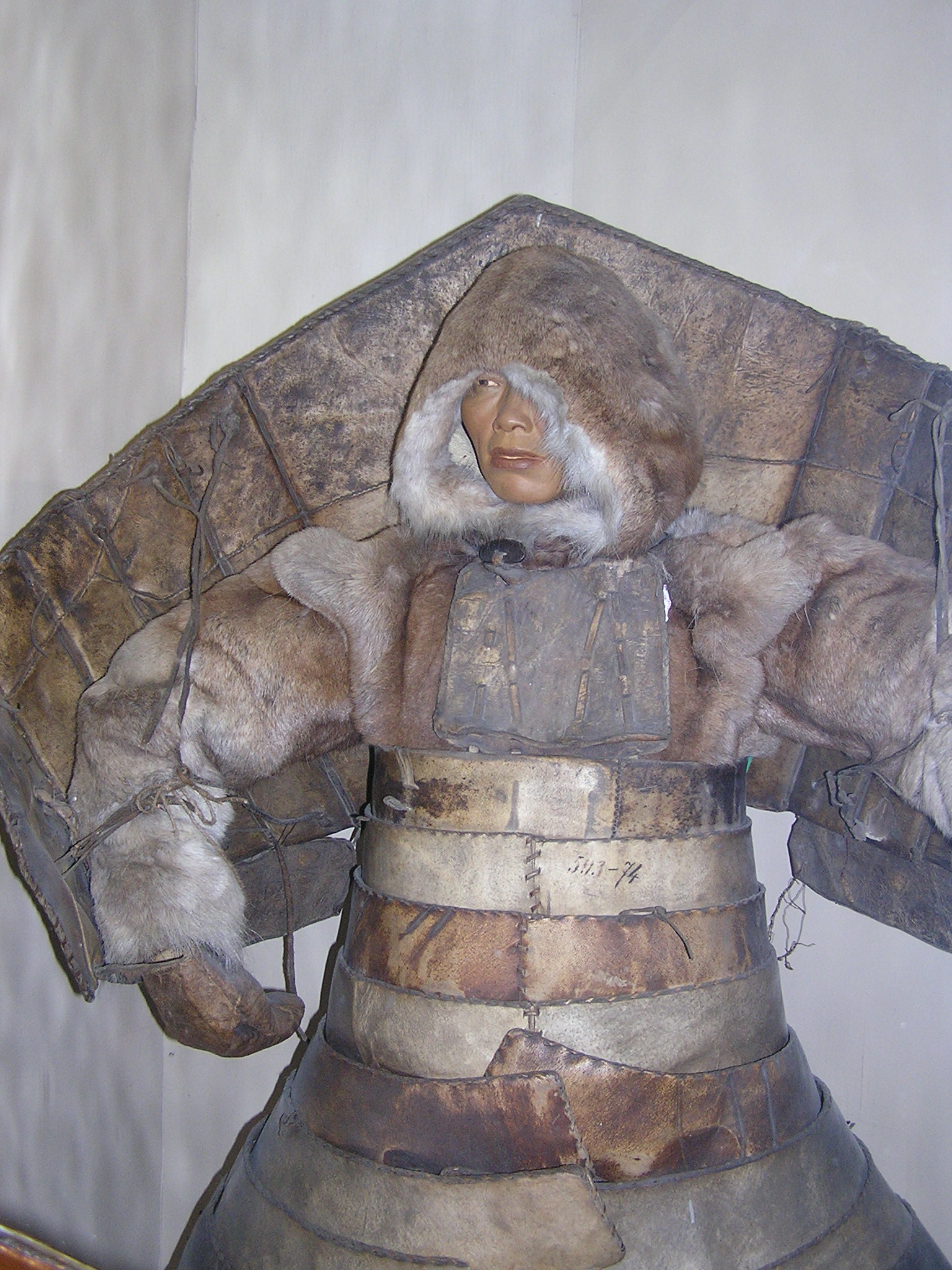
Ламинарный доспех чукчей. Конструкция за спиной — «крыло», ламинарный щит-наруч для защиты от стрел

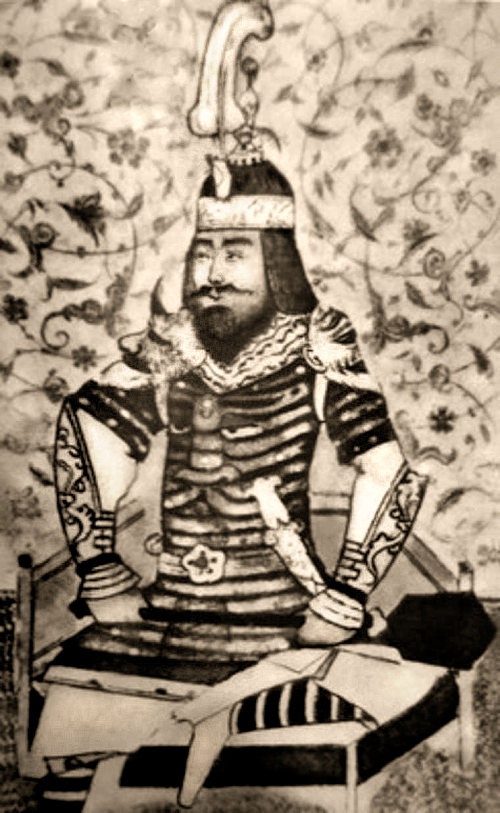
Ламинарный доспех, имевший хождение в Средней Азии и на Ближнем Востоке

Ламинарный доспех (от лат. laminae — пластинка) — общее название доспеха из подвижно соединённых друг с другом твёрдых поперечных полос.
Наиболее известные примеры ламинарного доспеха — римская лорика сегментата и некоторые из поздних разновидностей самурайского доспеха. Помимо лорики сегментаты, в древнем Риме была также известна и полная ламинарная защита конечностей, но в армии она практически не применялась, применяясь в основном для гладиаторов, которым обычно так защищали только одну руку (в некоторых случаях ещё и одну ногу) при незащищённом корпусе.
Ламинарный доспех был широко распространён на Востоке вплоть до XVI в., пока не был вытеснен кольчато-пластинчатой бронёй. Ламинарный доспех широко использовался монгольскими воинами в XII—XIV вв., наиболее распространённый тип монгольского доспеха — хуяг — часто имел ламинарную структуру. По покрою монгольский ламинарный панцирь ничем не отличался от ламеллярного, однако был более тяжёл и неудобен, чем ламеллярный панцирь.

## История
Вплоть до широкого распространения кольчато-пластинчатых доспехов, пришедшегося на конец XV — начало XVI века, на протяжении веков наиболее популярными доспехами в регионе Средней Азии и Ирана были ламеллярные, ламинарные и куяки. Причём к моменту широкого распространения кольчато-пластинчатых доспехов ламинарные доспехи благодаря сочетанию заметно меньшей стоимости и относительно высокой жёсткости почти успели вытеснить из употребления ламеллярные, конкурируя в основном с куяками. Причиной вытеснения являлось то, что ламинарный доспех был заметно жёстче простого ламеллярного доспеха из одного слоя пластин и в то же время стоил заметно дешевле ламеллярного доспеха из двух-трёх слоёв пластин. При этом ламинарный доспех практически не отличался по конструкции от ламеллярного, при изготовлении которого, как правило, пластины сначала сплетали между собой в полосы (в случае ламинара — уже готовые), сплетавшиеся затем друг с другом. Кроме того, с начала XV века полосы ламинаров стали не сплетать друг с другом относительно тонкими шнурами, как в ламелляре, а крепить более надёжно — заклёпками к кожаным ремням, идущим внутри доспеха. Помимо чисто ламинарных доспехов, нередко встречалась комбинация ламинарных и ламеллярных элементов в одном и том же доспехе. Так, например, встречалась комбинация более жёсткой защиты корпуса из ламинара с ламеллярными наплечниками и набедренниками, как лучше облегающими движущиеся части тела. Но могла встречаться и обратная комбинация: двух-трёхслойный ламелляр, защищающий корпус, в сочетании с ламинарными наплечниками и набедренниками. Помимо набедренников, ниже пояса могли иметься передники и накрестники, обеспечивавшие защиту важных органов при спешивании, играя роль гульфика. Сам ламинарный доспех после монгольского завоевания изготавливался в монгольском стиле и достиг высокого качества к середине XV века.

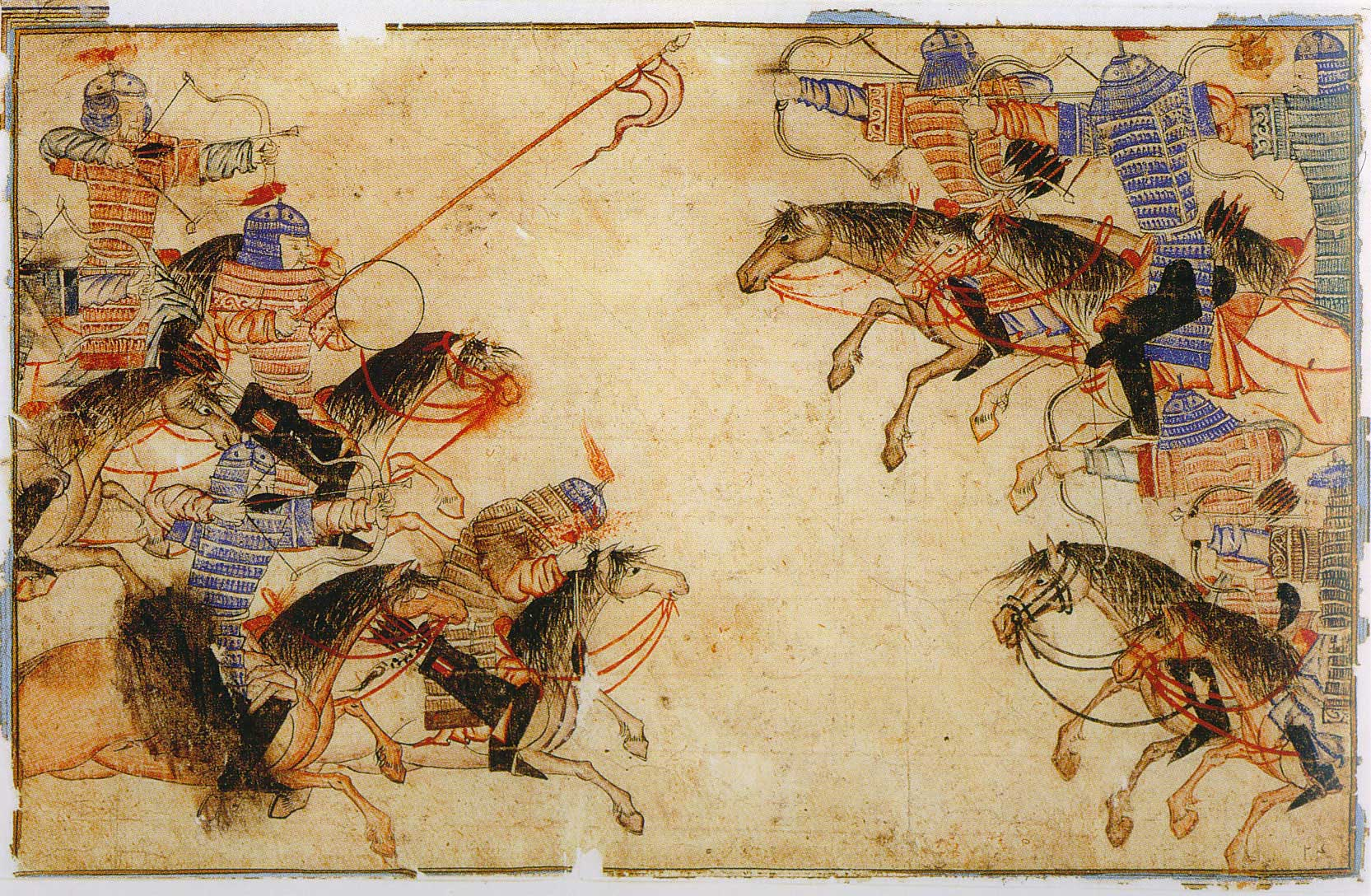
Монгольские всадники. Миниатюра персидской рукописи «Сборника летописей» Рашид ад-Дина. Тебриз, первая четв. XIV в.

По мнению Леонида Боброва, высказанному в его работе «Железные ястребы Мавераннахра», именно «монгольский» стиль сыграл роковую роль в судьбе ламинарных и ламеллярных доспехов, а именно: к концу XV века они настолько прочно ассоциировались с монголами, что в исламской миниатюре того периода стало общепринятым изображать язычников и варваров в ламеллярах и ламинарах, в то время как правоверные изображались в кольчугах. Появление же кольчато-пластинчатых доспехов позволило кольчуге сравниться по степени защиты с ламинарными и ламеллярными доспехами (при всех своих достоинствах простая кольчуга, даже двойного плетения, не является надёжной защитой и довольно легко пробивается достаточно сильными ударами). В доказательство своей правоты он приводит тот факт, что первые кольчато-пластинчатые доспехи появились ещё в конце XIV века и на протяжении XV века продолжали сосуществовать в Персии, вплоть до того, что воин мог носить комбинацию из ламинарных (или/и ламеллярных) и кольчато-пластинчатых доспехов. Кроме того, на протяжении этого периода ламинарные и ламеллярные доспехи были более характерны для Южного Ирана, в то время как кольчато-пластинчатые (бехтерец и юшман) стали характерной особенностью Северного Ирана. А произошедшее вытеснение ламинарных и ламеллярных доспехов совпало по времени как с усилением Сефевидской династии, распространившей свою власть и на юг Ирана, так и со вторжением на восток Ирана властителя Бухары — Шейбани-хана.

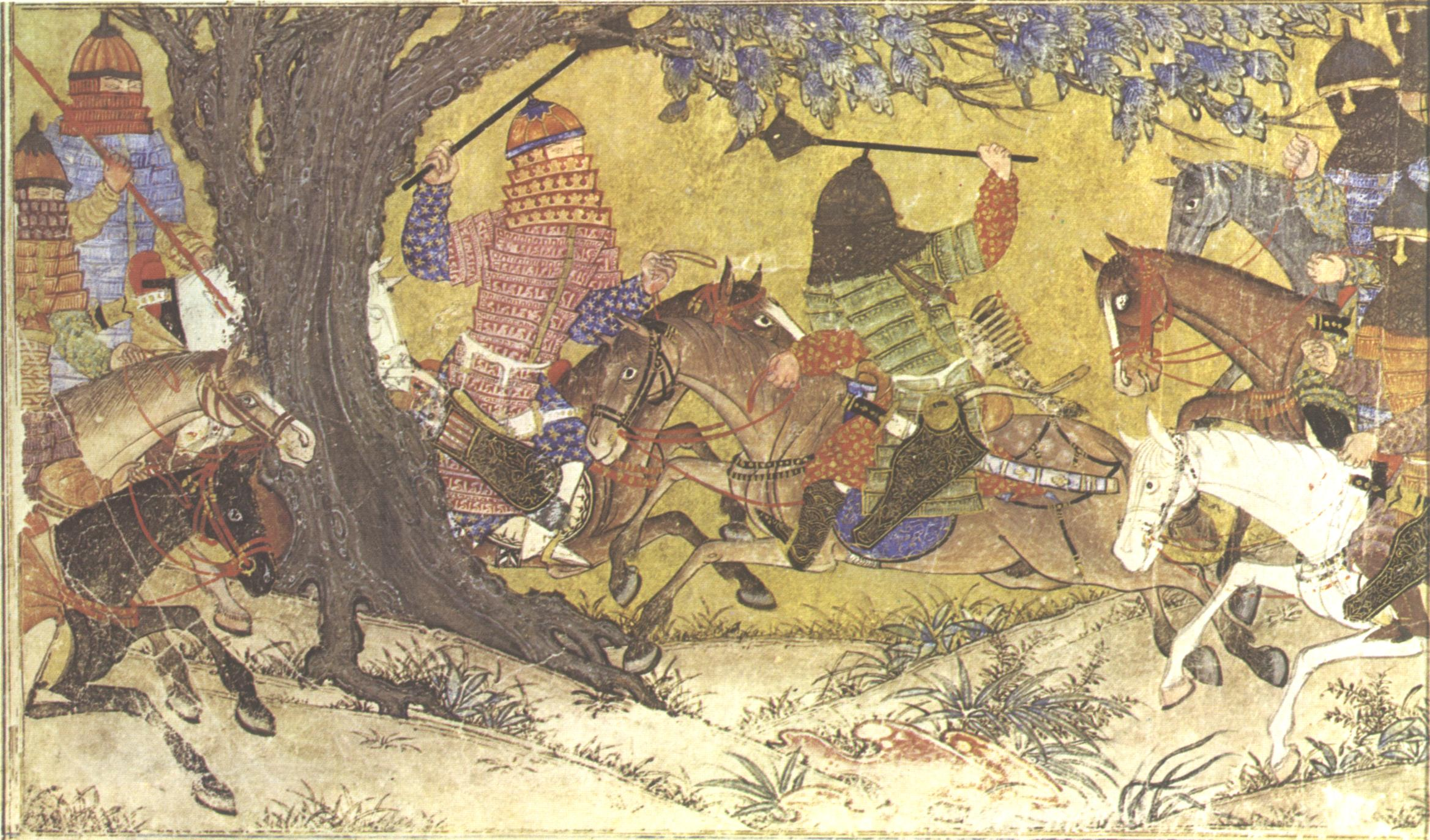
Схватка Ардашира и Артавана. Миниатюра их рукописи «Шахнамэ». Государство Хулагуидов. 1330-е годы

Что касается комбинации ламинарных (а также ламеллярных) и кольчато-пластинчатых доспехов, то изначально кольчато-пластинчатые доспехи представляли собой набедренники, носившиеся вместо менее удобных ламеллярных или ламинарных набедренников, которые фактически представляли собой полы ламеллярного или ламинарного доспеха, из-за недостатка гибкости порой съезжавшие с бедра, оставляя его уязвимым; то же самое касалось и наплечников аналогичной конструкции. В результате этого к началу XVI века от ламинарного доспеха, почти успевшего вытеснить ламеллярный, осталась лишь кираса, а функции защиты рук и ног у богатых воинов перешли на кольчато-пластинчатые доспехи. Также часто встречался вариант ношения более жёсткого ламинара поверх куяка с рукавами, который мог иметь длинные полы, прикрывающие бёдра, а мог использоваться с кольчато-пластинчатыми набедренниками. Причём поверх ламинара могло дополнительно крепиться небольшое зерцало (скорее для защиты от сглаза, чем для реальной пользы), не говоря уже о более естественном наличии наручей и поножей; таким образом, на воине того периода могло встречаться весьма причудливое сочетание разных типов доспехов. Окончательное исчезновение ламинарных доспехов, произошедшее к концу XVI века, совпало как с дальнейшим совершенствованием кольчато-пластинчатых доспехов, так и с начавшейся активной эволюцией зерцального доспеха, чьи зерцала, увеличившись, стали лучше покрывать тело.
Стоит отметить, что существует также трактовка изображений описанных выше как кожаные ламинарные доспехов в качестве ламеллярных доспехов с рядами металлических пластин, обёрнутыми расписной кожей для защиты от коррозии и украшения.